# Antonio Muñoz Gómez
Antonio Muñoz Gómez, pseud. Toni (ur. 4 lutego 1968 w Kordobie) – hiszpański piłkarz grający na pozycji lewego obrońcy. W swojej karierze 10 razy wystąpił w reprezentacji Hiszpanii i strzelił 2 gole.

## Kariera klubowa
Karierę piłkarską Toni rozpoczął w rodzinnej Kordobie, w tamtejszym klubie Córdoba CF. W 1988 roku zadebiutował w jego barwach w Segunda División B. W Córdobie grał przez rok, a następnie odszedł do Atlético Madryt. W latach 1989–1990 występował w rezerwach tego klubu w Segunda División B.
W 1990 roku Toni awansował do kadry pierwszego zespołu Atlético. 1 września 1990 zadebiutował w Primera División w zremisowanym 1:1 wyjazdowym spotkaniu z Valencią. Następnie do marca 1991 nie rozegrał żadnego spotkania, ale potem powrócił do składu Atlético. Zdobył z nim wówczas Puchar Króla. W sezonie 1991/1992 stał się podstawowym zawodnikiem zespołu i ponownie sięgnął po Puchar Króla. W sezonie 1995/1996 sięgnął z Atlético po dublet (mistrzostwo i puchar). Piłkarzem Atlético był do zakończenia sezonu 2000/2001. W 2001 roku zdecydował się zakończyć karierę piłkarską.
| Sezon   | Klub              | Kraj      | Rozgrywki          | Mecze | Bramki |
| ------- | ----------------- | --------- | ------------------ | ----- | ------ |
| 1988/89 | Córdoba CF        | Hiszpania | Segunda División B | ?     | ?      |
| 1989/90 | Atlético Madryt B | Hiszpania | Segunda División   | 28    | 4      |
| 1990/91 | Atlético Madryt   | Hiszpania | Primera División   | 11    | 0      |
| 1991/92 | Atlético Madryt   | Hiszpania | Primera División   | 30    | 0      |
| 1992/93 | Atlético Madryt   | Hiszpania | Primera División   | 33    | 0      |
| 1993/94 | Atlético Madryt   | Hiszpania | Primera División   | 19    | 1      |
| 1994/95 | Atlético Madryt   | Hiszpania | Primera División   | 34    | 0      |
| 1995/96 | Atlético Madryt   | Hiszpania | Primera División   | 40    | 0      |
| 1996/97 | Atlético Madryt   | Hiszpania | Primera División   | 34    | 1      |
| 1997/98 | Atlético Madryt   | Hiszpania | Primera División   | 13    | 0      |
| 1998/99 | Atlético Madryt   | Hiszpania | Primera División   | 22    | 0      |
| 1999/00 | Atlético Madryt   | Hiszpania | Primera División   | 7     | 0      |
| 2000/01 | Atlético Madryt   | Hiszpania | Segunda División   | 0     | 0      |

## Kariera reprezentacyjna
W reprezentacji Hiszpanii Toni zadebiutował 11 marca 1992 roku w wygranym 2:0 towarzyskim spotkaniu ze Stanami Zjednoczonymi. W kadrze Hiszpanii grał również w eliminacjach do MŚ 1994. Od 1991 do 1992 roku wystąpił w kadrze narodowej 10 razy i strzelił 2 gole.
| Mecze i gole w reprezentacji | Mecze i gole w reprezentacji | Mecze i gole w reprezentacji | Mecze i gole w reprezentacji | Mecze i gole w reprezentacji | Mecze i gole w reprezentacji | Mecze i gole w reprezentacji |
| #                            | Data                         | Stadion                      | Rywal                        | Wynik                        | Gol                          | Rozgrywki                    |
| 1992                         | 1992                         | 1992                         | 1992                         | 1992                         | 1992                         | 1992                         |
| ---------------------------- | ---------------------------- | ---------------------------- | ---------------------------- | ---------------------------- | ---------------------------- | ---------------------------- |
| 1.                           | 11.03.1992                   | Valladolid, Hiszpania        | Stany Zjednoczone            | 2:0                          | 0                            | towarzyski                   |
| 2.                           | 09.09.1992                   | Santander, Hiszpania         | Anglia                       | 1:0                          | 0                            | towarzyski                   |
| 3.                           | 23.09.1992                   | Ryga, Łotwa                  | Łotwa                        | 0:0                          | 0                            | el. MŚ 1994                  |
| 4.                           | 14.10.1992                   | Belfast, Irlandia Północna   | Irlandia Północna            | 0:0                          | 0                            | el. MŚ 1994                  |
| 5.                           | 16.12.1992                   | Sewilla, Hiszpania           | Łotwa                        | 5:0                          | 0                            | el. MŚ 1994                  |
| 1993                         |                              |                              |                              |                              |                              |                              |
| 6.                           | 27.01.1993                   | Las Palmas, Hiszpania        | Meksyk                       | 1:1                          | 1                            | towarzyski                   |
| 7.                           | 31.03.1993                   | Kopenhaga, Dania             | Dania                        | 0:1                          | 0                            | el. MŚ 1994                  |
| 8.                           | 28.04.1993                   | Sewilla, Hiszpania           | Irlandia Północna            | 3:1                          | 0                            | el. MŚ 1994                  |
| 9.                           | 08.09.1993                   | Alicante, Hiszpania          | Chile                        | 2:0                          | 0                            | towarzyski                   |
| 10.                          | 22.09.1993                   | Tirana, Albania              | Albania                      | 5:1                          | 1                            | el. MŚ 1994                  |

## Sukcesy
- Mistrzostwo Hiszpanii (1)

Atlético: 1995/1996
- Puchar Króla (3)

Atlético: 1991, 1992, 1996